# Bogata (Texas)
Bogata é uma cidade localizada no estado norte-americano do Texas, no Condado de Red River.

## Demografia
Segundo o censo norte-americano de 2000, a sua população era de 1396 habitantes. 
Em 2006, foi estimada uma população de 1327, um decréscimo de 69 (-4.9%).

## Geografia
De acordo com o United States Census Bureau tem uma área de 
3,7 km², dos quais 3,7 km² cobertos por terra e 0,0 km² cobertos por água. Bogata localiza-se a aproximadamente 129 m acima do nível do mar.

## Localidades na vizinhança
O diagrama seguinte representa as localidades num raio de 28 km ao redor de Bogata. 